# Vriesea fradensis
Vriesea fradensis là một loài thuộc chi Vriesea. Đây là loài đặc hữu của Brasil.